# Lemuel Allen
Lemuel Allen (* 12. April 1839 im Harrison County, Ohio; † 24. Oktober 1918) war ein US-amerikanischer Politiker. Zwischen 1903 und 1907 war er Vizegouverneur des Bundesstaates Nevada.

## Werdegang
Lemuel Allen wurde in Ohio als Nachfahre englischer und schottischer Einwanderer geboren. Er wuchs dann in Iowa auf, wo er private Schulen besuchte. Später betätigte er sich als Farmer und Viehzüchter. Seit 1862 lebte er im Gebiet des späteren Staates Nevada. Nach einem Jurastudium und seiner Zulassung als Rechtsanwalt begann er in diesem Beruf zu praktizieren. Außerdem war er nach wie vor in der Landwirtschaft tätig. Zwölf Jahre lang fungierte er als Staatsanwalt. Politisch war er lange Zeit Mitglied der Demokratischen Partei. Um die Jahrhundertwende schloss er sich der kurzlebigen und vor allem in Nevada aktiven Silver Party an. Über einen langen Zeitraum saß er in der Nevada Assembly.
1902 wurde Allen an der Seite von John Sparks zum Vizegouverneur von Nevada gewählt. Dieses Amt bekleidete er zwischen 1903 und 1907. Dabei war er Stellvertreter des Gouverneurs und Vorsitzender des Staatssenats. Nach seiner Zeit als Vizegouverneur arbeitete er wieder als Anwalt sowie in der Landwirtschaft. Er starb am 24. Oktober 1918. Seit 1859 war er mit Sarah Ann Peugh verheiratet, mit der er neun Kinder hatte.